# Philodromus v-notatus
Philodromus v-notatus este o specie de păianjeni din genul Philodromus, familia Philodromidae, descrisă de Caporiacco, 1947.
Este endemică în Etiopia. Conform Catalogue of Life specia Philodromus v-notatus nu are subspecii cunoscute.